# Mr.Children
Mr.Children(ミスターチルドレン 미스타 치루도렌[*])은 사쿠라이 가즈토시, 다하라 겐이치, 나카가와 게이스케, 스즈키 히데야로 구성된 일본의 록 밴드이다. 흔히 줄여서 미스치루라고 불리기도 한다.
1989년에 결성된 Mr.Children은 5천4백만 장이 넘는 음반 판매량을 기록하며 가장 성공한 일본 록 그룹 가운데 하나로 꼽히며, 1990년대 중반엔 발매한 음반들이 모두 밀리언셀러를 기록하는 등 ‘미스치루 현상’(ミスチル現象)을 일으키기도 했다.
Mr.Children은 싱글 29장 연속 1위 기록을 갖고 있으며, 1994년엔 〈Innocent World〉, 2004년엔 〈Sign〉으로 일본 레코드 대상에서 대상을 받았다.
2012년 11월까지 Mr.Children은 정규 음반 14장과 싱글 33장, 컴필레이션 음반 5장, 라이브 음반 1장, 영상 음반 15장을 발매했다. 스즈키가 작곡한 〈Asia〉 (《Atomic Heart》)와 〈#2601〉 (《Discovery》)를 제외한 밴드의 노래 대부분은 리드 싱어인 사쿠라이가 작곡하는데, 때로는 프로듀서인 고바야시 다케시와 함께 작업하기도 한다.

## 오리콘 기록
- 아티스트 토탈세일즈 (CD 총 판매량) : 약 5750만장 돌파. (2012년 7월 기준, B'z에 이은 역대 2위)[7]
- 싱글 1위 획득 수, 연속 1위 획득 수, 연속 첫 주 1위 획득 수 : 29작품 (5th싱글 〈innocent world〉로부터 33rd싱글 〈HANABI〉까지. B'z에 이어 역대 2위) 진행 중.
- 싱글 첫 주 판매량 : 120.8만장 (10th싱글 〈名もなき詩〉로 기록. 역대 1위)
- 연간 싱글차트 1위 획득수 : 2작품 (1994년의 〈innocent world〉, 1996년의 〈名もなき詩〉. 미야 시로와 반카라트리오, 핑크 레이디와 함께 역대 1위 타이)
- 연간 싱글차트 TOP10 획득 수 : 14작품 (〈奇跡の地球〉를 포함. 역대 1위)
- 연간 싱글차트 TOP10 연속 획득 수 : 6년 연속 (2003년부터 2008년까지. 역대 1위)
- 밀리언 셀러 획득수 : 싱글 10작품, 앨범 11작품 (둘 다 B'z에 이어 역대 2위)
- 싱글 더블 밀리언 셀러 획득수 : 2작품 (차게 앤 아스카와 함께 역대 1위 타이)
- 싱글 복귀 1위 획득수 : 3작품 (5th싱글 〈innocent world〉, 6th싱글 〈Tomorrow never knows〉, 29th싱글 〈しるし〉. 마츠다 세이코, 나카모리 아키나, 사잔 오루 스타즈와 함께 역대 1위 타이).

## 구성원
- 사쿠라이 가즈토시(桜井 和寿, 1970년 3월 8일 ~ ) 보컬, 기타
- 다하라 겐이치 (田原 健一, 1969년 9월 24일 ~ ) 기타
- 나카가와 게이스케 (中川 敬輔, 1969년 8월 26일 ~ ) 베이스 기타
- 스즈키 히데야 (鈴木 英哉, 1969년 11월 14일 ~ ) 드럼, 코러스

## 내력

### 2008년
2008년 봄에는 그들의 노래 〈쇼넨〉이 NHK 야구 드라마 《배터리》의 주제가로 사용됐다.
여름, 그들은 3개월간 3작품 연속 발매를 발표했다. 첫 번째는 《2008년 하계 올림픽》 NHK 방송 테마송인 싱글 《GIFT》, 두 번째는 작년에 개최한 전국 투어에서 요코하마 국제종합경기장에서 열린 공연을 담은 DVD 《Mr.Childre "HOME" TOUR 2007 ~in the field》, 세 번째는 드라마 《코드블루》 주제가인 싱글 《HANABI》이다.
〈Habani〉는 야마시타 도모히사가 주연을 맡은 드라마 《코드 블루》의 주제가로 사용됐다.
11월에는 첫 디지털 싱글인 〈하나노 니오이〉를 발매했다. 이 노래는 11월 22일 개봉한 나카이 마사히로가 주연한 영화 《나는 조개가 되고싶다》 주제가로 쓰였다.
12월 10일엔 정규 음반 《Supermarket Fantasy》를 발매했는데, 발매 첫 주에 약 70만 장이 팔리며 오리콘 주간 음반차트에서 1위를 차지했다.

### 2009년 ~ 2011년
2010년 12월 1일, Mr.Children은 음반의 유일한 싱글이자 디지털 싱글로 발매한 〈fanfare〉가 수록된 그들의 16번째 음반 《SENSE》를 발매했다. 발매 직전인 11월 29일까지 발매일을 제외한 수록곡, 곡수, 음반 제목, 커버 등 상세한 정보는 밝혀지지 않았었다.
2011년 4월 4일, Mr.Children은 2011년 도호쿠 지방 태평양 해역 지진 기부금을 모으기 위한 디지털 싱글 〈카조에 우타〉를 발매했다.　이 노래는 발매 첫 주에 AKB48의 자선 싱글 〈다레카노 타메니 (What Can I Do for Someone?)〉를 제치고 1위를 차지했으며, 2011년 일본의 아이튠즈 연간 다운로드 순위에서 일본의 음악가로는 가장 높은 순위인 4위를 차지했다.

### 2012년
2012년 4월 18일, Mr.Children은 3년 7개월만에 3A 싱글 〈이노리: 나미다노 기도/End of the Day/Pieces〉를 발매했다. 수록곡 가운데 두 곡 은 영화 우리들이 있었다 주제가로 사용됐다.
2012년 5월 10일에는 데뷔 20주년을 기념해 베스트 음반 《Mr.Children 2001-2005＜micro＞》와 《Mr.Children 2005-2010＜macro＞》 두 장을 함께 발매했다.

## 대표곡
- CROSS ROAD

1993년 발매. 125만 장 판매.
드라마 同窓会(동창회) 주제가.
작사: 사쿠라이 카즈토시
작곡: 사쿠라이 카즈토시
편곡: 코바야시 타케시 앤 Mr.Children
- innocent world

1994년 발매. 193만 장 판매. 그해 일본 레코드 대상 수상.
アクエリアス(AQUARIUS) 광고 음악.
작사: 사쿠라이 카즈토시
작곡: 사쿠라이 카즈토시
편곡: 코바야시 타케시 앤 Mr.Children
- Tomorrow never knows

1994년 발매. 276만 장 판매. 이들의 최대 히트작.
드라마 若者のすべて(젊은이의 모두) 주제가.
작사: 사쿠라이 카즈토시
작곡: 사쿠라이 카즈토시
편곡: 코바야시 타케시 앤 Mr.Children
- シーソーゲーム ～勇敢な恋の歌～

Seesaw Game ~Yukanna Koi no Uta~ (시소 게임 ~용감한 사랑의 노래~)
1995년 발매. 181만 장. 오리콘 3주 연속 1위.
"논타이업 싱글로는 역대 2위"를 기록. (역대 1위는 우타다 히카루의 "Automatic")
고베 대지진 돕기 노래.
작사: 사쿠라이 카즈토시
작곡: 사쿠라이 카즈토시
편곡: 코바야시 타케시 앤 Mr.Children
- 名もなき詩

Na mo naki Uta (이름도 없는 노래)
1996년 발매. 230만 장. 오리콘 초기 판매 역대 1위.
드라마 ピュア(퓨어) 주제가.
작사: 사쿠라이 카즈토시
작곡: 사쿠라이 카즈토시
편곡: 코바야시 타케시 앤 Mr.Children
- Sign

2004년 발매. 77만 장 판매.
드라마 オレンジデイズ(오렌지 데이즈) 주제가.
작사: 사쿠라이 카즈토시
작곡: 사쿠라이 카즈토시
편곡: 코바야시 타케시 앤 Mr.Children
- しるし

Shirushi (증표)
2006년 발매. 74만 장 판매. 오리콘 1위 복귀 싱글(2006년 11월 20일 오리콘 위클리 차트 이후 2007년 1월 15일 오리콘 위클리 차트 1위).
드라마 14才の母(14세의 어머니) 주제가.
작사: 사쿠라이 카즈토시
작곡: 사쿠라이 카즈토시
편곡: 코바야시 타케시 앤 Mr.Children

## 음반 목록
- 1992년 《Everything》
- 1992년 《Kind of Love》
- 1993년 《Versus》
- 1994년 《Atomic Heart》
- 1996년 《신카이》
- 1997년 《BOLERO》
- 1999년 《DISCOVERY》
- 1999년 《1/42》**
- 2000년 《Q》
- 2001년 《Mr.Children 1992-1995》*
- 2001년 《Mr.Children 1996-2000》*
- 2002년 《It's a Wonderful World》
- 2004년 《시후쿠노오토》
- 2005년 《I ♥ U》
- 2007년 《Home》
- 2007년 《B-Side》*
- 2008년 《Supermarket Fantasy》
- 2010년 《SENSE》
- 2012년 《Mr.Children 2001-2005 <micro>》*
- 2012년 《Mr.Children 2005-2010 <macro>》*
- 2012년 《[(an imitation) blood orange]》
- 2015년 《(REFLECTION {Naked}》

* 컴필레이션 음반
** 라이브 음반

## 같이 보기
- FM802